# Dasophrys nigricans
Dasophrys nigricans är en tvåvingeart som först beskrevs av Christian Rudolph Wilhelm Wiedemann 1821.  Dasophrys nigricans ingår i släktet Dasophrys och familjen rovflugor. Inga underarter finns listade i Catalogue of Life.